# Bitka za Tobruk (1941)
Bitka za Tobruk je potekala 21. in 22. januarja 1941 med britanskimi in italijanskimi silami; bitka se je končala z britansko zmago.